# 庵原氏
庵原氏（いおはらし/いはらし）は、日本の氏族の一つ。駿河国の豪族廬原氏をその出自に持つ。

## 出自
庵原氏は駿河国庵原郡の豪族で、律令制以前の時代よりその名が見られる。『先代旧事本紀』は庵原郡域を廬原国といい、廬原氏（五百原氏）が国造だったとする。その素性について『古事記』は日子刺肩別命の後裔、『新撰姓氏録』は稚武彦命の後裔と載せ、いずれも孝霊天皇を祖とする皇別氏族であるとしている。人物としては白村江の戦いで水軍を率いた廬原臣、蝦夷征討に従った五百原虫麻呂が知られ、姓は公また君、平安時代前期に朝臣姓を賜っている。その他、土師氏後裔、藤原北家秀郷流蒲生氏族とする系譜もある。

## 活動
『吾妻鏡』に駿河国の武士として廬原小次郎の名が見られるように中世以降も庵原を冠する豪族は栄え、室町時代には当地の大名となった今川氏の有力な被官となった。太田道灌の『平安紀行』には道灌と交流のあった人物として庵原民部入道の名がみえる。また「今川仮名目録」には今川氏重臣の一例として、庵原周防守（明応頃）や庵原安房守（大永年間）が借金問題で与えられていた知行を質に入れることを願い出た件が記されている。また安房守は同時期に駿河へ下向していた宗長との交流も見られる。
戦国時代後期には今川義元の躍進を支えた太原雪斎を輩出している。『言経卿記』には山科言経が弘治年間に駿河へ下向していた際に交流があった人物として庵原左衛門尉の名を記している。『甲陽軍鑑』には庵原弥兵衛が武田信玄への使者として派遣されたと記録している。『駿河志料』が修める「天沢寺記」には桶狭間の戦いで戦没した今川氏の将の名が列記されているが、その中には美作守元政、右近忠春、将監忠縁、彦次郎忠良の名が見られる。今川氏真の代には安房守忠胤がその老臣として諸記に見られるほか、将監忠詮が氏真の二十一人衆に列したともいわれる。今川氏が駿河を失った後は、武田氏に仕えて駿河先方衆となった庵原弥右衛門の名が見られる。
今川氏に仕えた庵原氏の一族に助右衛門朝昌がいた。朝昌は今川氏、後北条氏、武田氏、そして戸田勝隆に仕えた後、井伊氏に仕官し、その子孫は彦根藩の家老として代々続いた。その他、幕臣となった家もある。